# حميد عثمان
حميد عثمان سبع، لواء شرطة مدير الشرطة العام سابقا، وكاتب واديب عراقي

## الولادة والنسب
ولد في قضاء بلدروز في العراق، عام1944م.

## سيرته
أكمل دراسته الاعدادية في مدينة بعقوبة سنة 1962م.

## أعماله
كتب عشرات المقالات التراثية والإسلامية في مجال الوحدة والتقريب بين المذاهب الإسلامية في الصحف والمجلات العراقية ومنها مجلة المفكر الإسلامي ومجلة الكوثر وجريدة الرأي وجريدة الفرات والعديد من الصحف العربية.

## اهدافه
يدعو إلى الوحدة والتقريب القرآني، وهو التقريب بين الثقافات.

## أهم مؤلفاته
- ديوان شعر
- مذكراته

## العضوية في النقابات والجمعيات
- عضو جمعية الناشرين العراقيين منذ سنة 2001 م.